# Viera Deeperm
Viera Deeperm (thailändisch ทรรศพร นาคหล่อ; * 27. Februar 2004) ist eine thailändische Tennisspielerin.

## Karriere
Deeperm spielt bislang vorrangig auf der ITF Women’s World Tennis Tour, wo sie bisher aber noch keinen Titel gewinnen konnte.
2024 erhielt sie Ende Januar bei den Thailand Open, ihrem ersten Turnier auf der WTA Tour eine Wildcard für die Qualifikation zum Hauptfeld im Dameneinzel, wo sie in der ersten Runde gegen Himeno Sakatsume mit 2:6 und 2:6 verlor.